# پژو ۲۰۶
پژو ۲۰۶ (به انگلیسی: Peugeot 206) یک خودروی سوپرمینی (سگمنت بی) است که توسط پژو، خودروساز فرانسوی به‌عنوان جایگزینی برای پژو ۲۰۵ از ماه مه ۱۹۹۸ تا ژانویه ۲۰۱۳ تولید شد. این خودرو که با کد تی۱ توسعه داده شد؛ در سپتامبر ۱۹۹۸ به شکل هاچ‌بک معرفی گردید. پس از آن مدل‌های کوپه کابریولت ‎(۲۰۶ CC)‎ در سپتامبر ۲۰۰۰، استیشن واگن ‎(۲۰۶ SW)‎ در سپتامبر ۲۰۰۱ و سدان ‎(۲۰۶ SD)‎ در سپتامبر ۲۰۰۵ نیز معرفی شدند؛ تا این‌که در آوریل ۲۰۰۶ پژو ۲۰۷ به‌عنوان جانشین این خودرو معرفی شد. پژو ۲۰۶ در سال ۲۰۲۳ تولیدش در ایران متوقف شد و پژو ۲۰۶ پلاس (که در ایران با نام پژو ۲۰۷i مشهور است) جایگزین آن شد.
مدل فیس‌لیفت ۲۰۶ ابتدا در آمریکای جنوبی در سپتامبر ۲۰۰۸، پس از آن در چین در نوامبر ۲۰۰۸، و در سبک‌های بدنه هاچ‌بک، سدان و استیشن واگن عرضه شد. نام آن در این دو بازار به ترتیب ۲۰۷ کامپکت و ۲۰۷ بود. ۲۰۶ فیس‌لیفت متعاقباً در فوریه ۲۰۰۹ در اروپا عرضه شد. این مدل در این بازار فقط به شکل هاچ‌بک و با نام ‎۲۰۶+‎ به بازار عرضه شد. در آمریکای جنوبی، این خودرو با همان نام ۲۰۷ کامپکت تا ژانویه ۲۰۱۷ عرضه می‌شد. علاوه‌بر این در چین، هم با نام ۲۰۷ و هم با عنوان سیتروئن سی۲ عرضه شد.
بیش از ۸۵ درصد تولید پژو ۲۰۶ در فرانسه به صادرات اختصاص می‌یافت و ۱۴۵ بازار صادراتی در اختیار داشت، بیشترین فروش این محصول در کشورهای فرانسه (۱٫۱میلیون)، انگلستان (۵۴۰ هزار)، اسپانیا (۴۰۰ هزار)، ایتالیا (۴۶۵ هزار) و آلمان (۳۳۱ هزار) بود و همچنین با داشتن ۴ کارخانه (به‌جز ۲ کارخانه در فرانسه) تولید و مونتاژ ۲۰۶ در کشورهای انگلستان، ایران، برزیل و آرژانتین از مرز ۳۱۰۰ دستگاه در روز گذشت.
۲۰۶ با فروش ۸٬۳۵۸٬۲۱۷ خودرو تا سال ۲۰۱۲ پرفروش‌ترین مدل پژو در تمام دوران است. پژو ۲۰۶ بدون هیچ تغییر گسترده‌ای تا فوریه ۲۰۲۳ توسط شرکت ایران خودرو در حال تولید بود. در نتیجه، این خودرو توسط مجله اتوکار به عنوان سی‌امین خودروی تک نسل با عمر طولانی شناخته شد.

## توسعه
در اوایل دهه ۱۹۹۰، پژو این‌گونه استنباط کرد که سوپرمینی‌ها دیگر سودآور یا ارزشمند نیستند؛ بنابراین تصمیم داشت جانشین پژو ۲۰۵ را به‌طور مستقیم تعیین نکند. در عوض، پژو یک استراتژی منحصر به فرد را دنبال کرد و تصمیم گرفت که سوپرمینی جدیدتر و کوچکترش پژو ۱۰۶ که در سال ۱۹۹۱ به بازار عرضه شد، تیپ‌های ارزان‌تر پژو ۲۰۵ را پوشش دهد و تیپ‌های ارزان‌تر پژو ۳۰۶ که در سال ۱۹۹۳ و به‌عنوان جانشین پژو ۳۰۹ عرضه شد تیپ‌های گران‌تر ۲۰۵ را پوشش دهند. بین ۱۰۶ و ۳۰۶، پژو امیدوار بود که ۲۰۵ نیازی به تعویض نداشته باشد و بتواند به تدریج از بازار خارج شود، در حالی که مشتریان ۲۰۵ همچنان بتوانند از بین خودروهای کوچکتر یا بزرگتر انتخاب داشته باشند. این استراتژی جواب نداد. با حذف تدریجی ۲۰۵، سایر سوپرمینی‌ها مانند فورد فیستا و فولکس‌واگن پولو همچنان به فروش خوب خود ادامه دادند و محبوبیت آنها افزایش یافت. از طرفی دیگر، پژو نیز بدون داشتن رقیب مستقیم برای این خودروها به سرعت فروش خود را از دست داد و نیاز به یک سوپرمینی جدید داشت. ۲۰۶ در سال ۱۹۹۹ به عنوان جایگزینی تا حدودی دیرهنگام برای ۲۰۵ عرضه شد.
در ۷ آوریل ۱۹۹۴، ژاک کالو، رئیس وقت پژو، برنامه توسعه ۲۰۶ را با نام رمز تی۱ با برنامه‌ریزی برای معرفی تا سال ۱۹۹۷ تصویب کرد. تیم طراحی توسط رئیس طراحی پژو، مورات گونک و جرارد ولتر رهبری می‌شد. کار طراحی شش ماه پس از تأیید پروژه انجام شد و پروژه ۳۴ ماه از توقف طراحی تا شروع تولید طول کشید. توسعه در مجموع با استفاده فشرده از IT حدود ۶٫۳ میلیارد فرانک فرانسه هزینه دربرداشت. نمونه اولیه به‌طور گسترده در مدار آزمایشی Belchamp در جنگل Valentigney آزمایش شد. این‌ها همه در حالی بود که پژو پلت‌فرم داخلی بزرگتری برای پایه‌گذاری سوپرمینی جدید خود نداشت؛ بنابراین، پژو یک پلت‌فرم کاملاً جدید محرک جلو برای ۲۰۶ ایجاد کرد.

## تولید و عرضه
پژو ۲۰۶ عمدتاً تا ۱۸ دسامبر ۲۰۱۲ در کارخانه‌های پژو در پوآسی و مول هاوس در فرانسه و همچنین در رایتون آن دانزمور انگلستان تولید می‌شد، در حالی که در خارج از اروپا در ایران (ایران خودرو)، شیلی (برای بازارهای مکزیک و کلمبیا، ۲۰۶های ساخت فرانسه در شیلی ارزان‌تر از نمونه‌های ساخت شیلی بودند)، آرژانتین (PSA)، برزیل (PSA)، اروگوئه (Oferol)، چین (دانگ‌فنگ)، اندونزی (گایا موتور) و مالزی (نازا) تولید می‌شد. ۲۰۶ در سال ۲۰۰۳ تغییرات ظاهری جزئی شامل چراغ‌های جلوی شفاف، طرح جدید چراغ‌های عقب، نشان‌های کرومی، رنگ‌های جدید، و همچنین سایر اصلاحات ظریف داخلی را دریافت کرد.

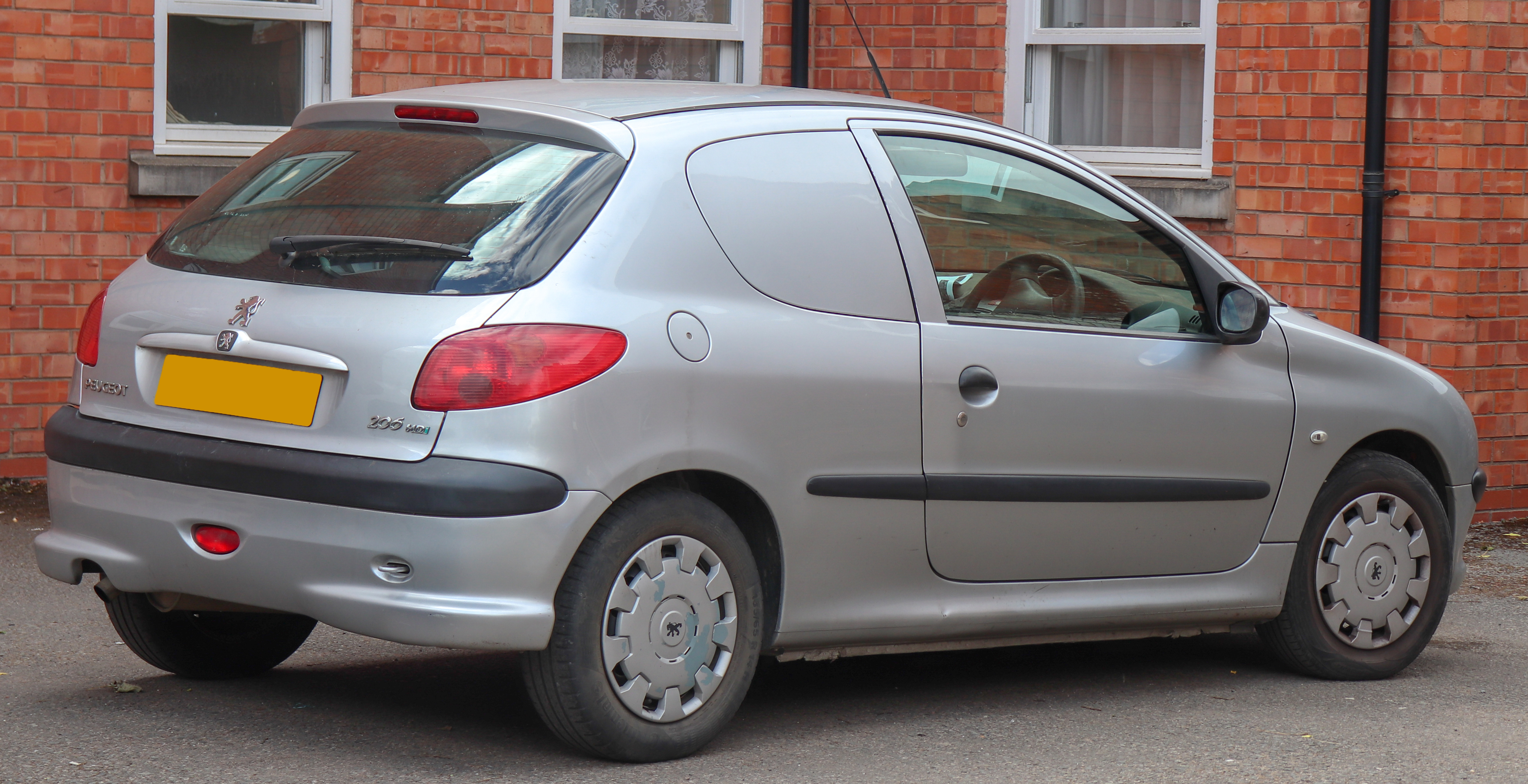
پژو ۲۰۶ ون

پژو ۲۰۶ همچنین در کارخانه رایتون در کاونتری انگلستان مونتاژ می‌شد؛ اما با معرفی ۲۰۷ به مجموعه، پژو تصمیم گرفت کارخانه رایتون را تعطیل کند و در ۱۲ دسامبر ۲۰۰۶ به تولید ۲۰۶ پایان داد و تولید را به اسلواکی منتقل کرد؛ به این دلیل که آنها می‌توانستند وسایل نقلیه خود را با همان کیفیت یا کیفیت بهتر و با قیمت کمتر در آنجا تولید کنند.
پژو ۲۰۶ در فروش در سراسر اروپا موفق شد. این خودرو از سال ۲۰۰۱ تا ۲۰۰۳ یکی از پرفروش‌ترین خودروهای اروپا بود و برای سه سال متوالی، بین سال‌های ۱۹۹۸ و ۲۰۰۱، بهترین خودروی سال در بریتانیا بود. مدل ۱٫۴ لیتری XR پرفروش‌ترین مدل بود. در ۲۶ مه ۲۰۰۵، پنج میلیونمین ۲۰۶ تولید شده از زمان عرضه تجاری در ۱۰ سپتامبر ۱۹۹۸ خط تولید را ترک کرد. فروش در بریتانیا از همان ابتدا قوی بود، به طوری که ۲۰۶ به‌طور منظم در میان پنج خودروی جدید محبوب این کشور قرار داشت. در شش سال اول فروش آن نمونه‌های دست دوم ۲۰۶ به‌طور سنتی ارزش خود را به دلیل تقاضای بالا حفظ می‌کردند.
تولید در برزیل در پورتو رئال، ریودوژانیرو در سال ۲۰۰۱ و با مدل هاچ‌بک آغاز شد و سپس نسخه استیشن واگن در سال ۲۰۰۵ عرضه شد. ۲۰۶ در برزیل با موتورهای ۱٫۰ لیتری ۱۶ سوپاپ، ۱٫۴ لیتری ۸ سوپاپ و ۱٫۶ لیتری ۱۶ سوپاپ که دو مورد آخر آنها موتورهای سوختی انعطاف‌پذیر (بنزین/اتانول) بودند عرضه می‌شد. مدل ۱٫۰ لیتری از موتور رنو استفاده می‌کرد و تا سال ۲۰۰۶ تولید می‌شد.
پژو ۲۰۶ همچنین در ویلا بوسچ، بوئنوس آیرس، آرژانتین از ژوئیه ۱۹۹۹ تا دسامبر ۲۰۱۶ تولید می‌شد. تیپ‌های مدل‌های تولید شده XR, XRD, XS, XT و XTD هستند. مدل‌های دیزلی از موتور دی‌دابلیو تنفس طبیعی استفاده می‌کنند. برخی از این مدل‌ها به موتورهای ساخت محلی در Jeppener، بوئنوس آیرس مجهز شده‌اند.
در مه ۲۰۰۶، خودروساز مالزیایی گروه نازا نسخه مونتاژ شده محلی این مدل را با نام ۲۰۶ بستاری عرضه کرد. در سال ۲۰۰۶، پژو تولید ۲۰۶ را در چین آغاز کرد. در سپتامبر ۲۰۰۶، دانگ‌فنگ پژو-سیتروئن یک پژو ۲۰۶ کمی تغییریافته به نام سیتروئن سی۲ را روانه بازار کرد (این خودرو ارتباطی با سیتروئن سی۲ بازار اروپا نداشت).

### رکوردهای تولید
| میزان تولید | تاریخ        |
| ----------- | ------------ |
| ۵۰۰٬۰۰۰     | سپتامبر ۱۹۹۹ |
| ۲٬۰۰۰٬۰۰۰   | اوت ۲۰۰۱     |
| ۳٬۰۰۰٬۰۰۰   | ژانویه ۲۰۰۳  |
| ۴٬۰۰۰٬۰۰۰   | ژانویه ۲۰۰۴  |
| ۵٬۰۰۰٬۰۰۰   | مه ۲۰۰۵      |
| ۶٬۰۰۰٬۰۰۰   | آوریل ۲۰۰۷   |
| ۸٬۳۵۸٬۲۱۷   | دسامبر ۲۰۱۲  |

## سبک‌های بدنه

### ۲۰۶ اس‌دبلیو (تی۱۲)

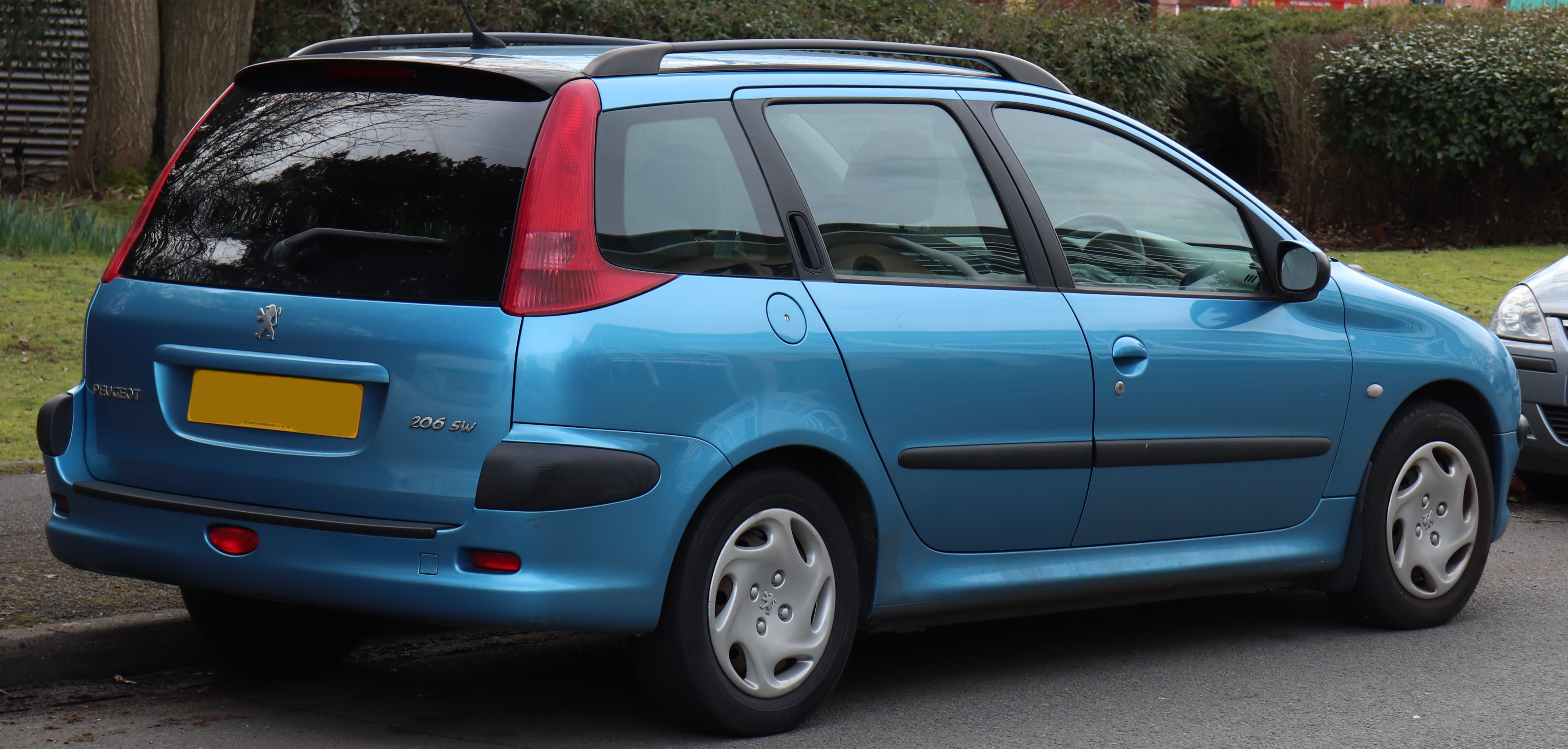
پژو ۲۰۶ اس‌دبلیو

در سال ۲۰۰۱، پژو یک خودروی مفهومی نزدیک به تولید از ۲۰۶ اس‌دبلیو («اسپرت واگن») را به نمایش گذاشت. این خودرو با نام رمز تی۱۲ توسعه داده شد. مدل تولیدی در مارس ۲۰۰۲ عرضه شد و مونتاژ آن در کارخانه رایتون بود. در ۲۰۶ اس‌دبلیو (و همچنین اس‌دی) برای تحمل وزن اضافی از اکسل عقب تقویت شده استفاده شده است. در سال ۲۰۰۷ و پس از بسته شدن کارخانه رایتون، خط مونتاژ ۲۰۶ اس‌دبلیو به پوآسی منتقل شد. تا پایان تولید آن ۳۶۶ هزار دستگاه از این خودرو تولید شد.

### ۲۰۶ اس‌دی (تی۱۳)

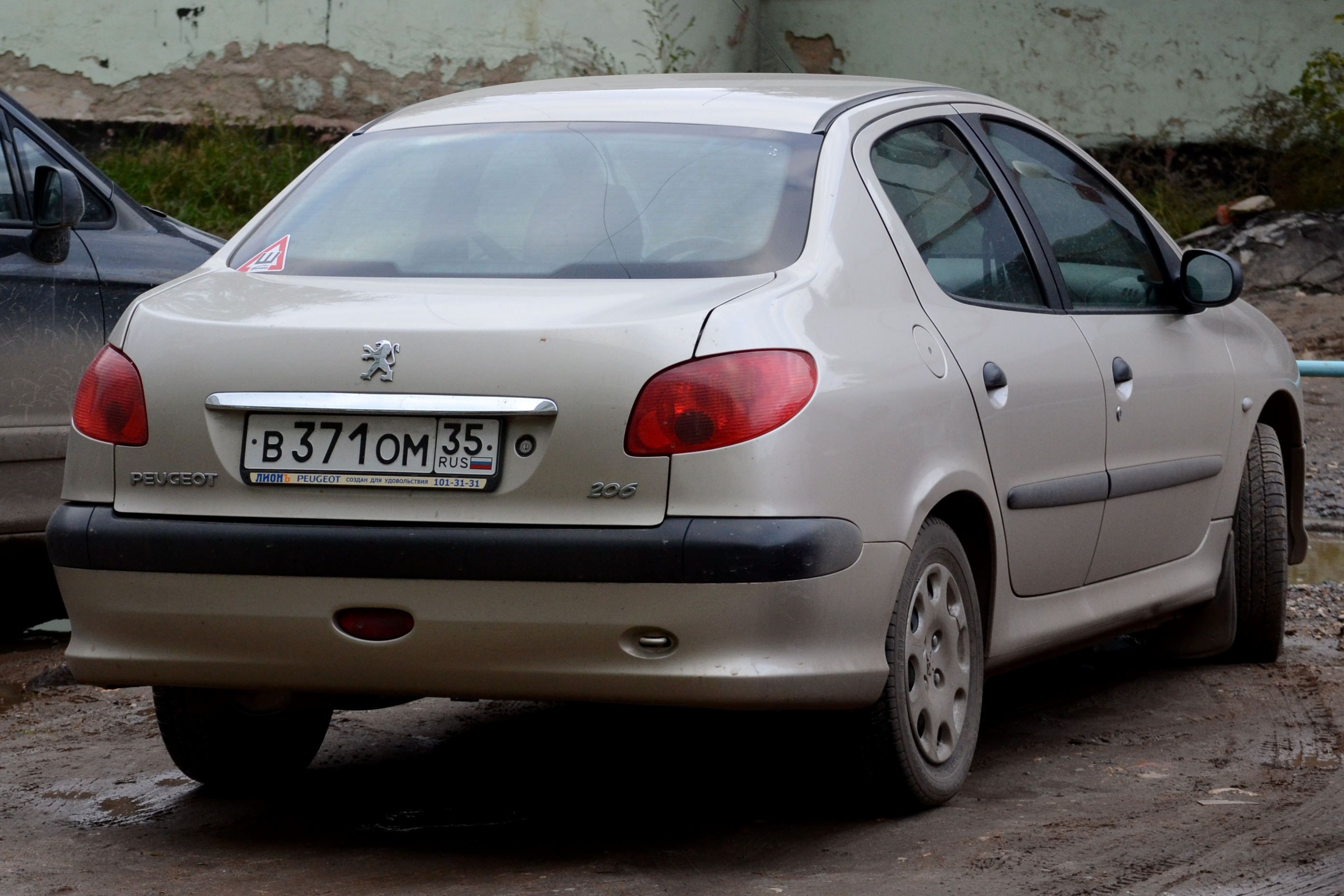
پژو ۲۰۶ اس‌دی (سدان)

مدل سدان ناچ‌بک ۲۰۶ در سال ۱۳۸۵ و در ایران معرفی شد. این خودرو با کد تی۱۳ و به‌طور مشترک توسط مرکز طراحی پژو و ایران خودرو توسعه یافت. ۲۰۶ اس‌دی پنجمین و آخرین نسخه از مدل‌های پژو ۲۰۶ به‌شمار می‌آید.
ایران خودرو از سال ۲۰۰۶ صادرات ۲۰۶ اس‌دی را به کشورهای دیگر از جمله روسیه، اوکراین، ترکیه، رومانی، بلغارستان و الجزایر به همراه صربستان، مونته‌نگرو و مقدونیه آغاز کرد.
۲۰۶ سدان در برزیل از اکتبر ۲۰۰۸، با دماغه مشابه با ۲۰۶+ و با نام ‎207 Passion‎ فروخته شد. با این حال، این خودرو ربطی به پژو ۲۰۷ فروخته شده در اروپا نداشت. این مدل در سه‌ماهه اول سال ۲۰۱۵ از عرضه خارج شد. این مدل همچنین در سایر کشورهای آمریکای لاتین، از جمله در شیلی، آرژانتین، اروگوئه، کلمبیا، اکوادور یا مکزیک ارائه شد.
این خودرو در مالزی و چین نیز به صورت داخلی تولید و با عنوان ۲۰۷ و تنها به‌عنوان یک مدل سدان به فروش می‌رسید.

### ۲۰۶ سی‌سی (تی۱۶)
پژو ۲۰۶ سی‌سی به‌طور رسمی در نمایشگاه خودروی پاریس در سپتامبر ۲۰۰۰ عرضه شد و بر اساس خودروی مفهومی پژو دو صفر قلب (Two-oh-heart) ساخته شد که دو سال قبل در نمایشگاه خودرو ژنو معرفی شد ساخته شده است. این یک کابریولت کوپه است که دارای سقف تاشو موتوری مبتنی بر سیستم ژرژ پائولین است که اولین بار در پژو ۴۰۲ اکلیپس کوپه ۱۹۳۵ دیده شد.
این خودرو با رمز تی۱۶ توسعه یافته است. ماژول‌های سقف-تنه، مخصوص سی‌سی در Cerizay، فرانسه، توسط شرکت فرانسوی Heuliez تولید می‌شوند که در تولید سری‌های کوتاه برای بازارهای خاص مانند کانورتیبل یا واگن‌های استیشن تخصص دارد؛ در حالی که مونتاژ نهایی آن در مولوز انجام می‌شد. تولید این خودرو در اوایل سال ۲۰۰۸ متوقف شد و جایش را به ۲۰۷ سی‌سی داد.

## مدل‌ها

### گرند توریسم
پژو برای تأیید پژو ۲۰۶ دبیلوآرسی، نیاز به فروش نسخه‌های جاده‌ای ۲۰۶ داشت که حداقل ۴ متر طول داشتند (حداقل طول تعیین شده توسط FIA برای اتومبیل‌های دبلیوآرسی). ۲۰۶ گرند توریسم مشابه ۲۰۶ استاندارد اما با سپرهای جلو و عقب بلندتر برای رساندن طول خودرو از ۳٫۸۳ متر به ۴ متر مورد تأیید قرار گرفت. در مجموع ۴۰۰۰ خودرو از این مدل تولید شد که هر کدام دارای یک عدد منحصر به فرد بر روی یک پلاک روی ستون در دو طرف بودند. ۶۰۰ خودروی فرمان راست از این مدل نیز برای بریتانیا تولید شد. مکانیزم‌های به‌کار رفته در گرند توریسم همان چیزی بود که بعدتر در ۲۰۶ جی‌تی‌آی به‌کار رفت.

### آرسی و جی‌تی‌آی ۱۸۰

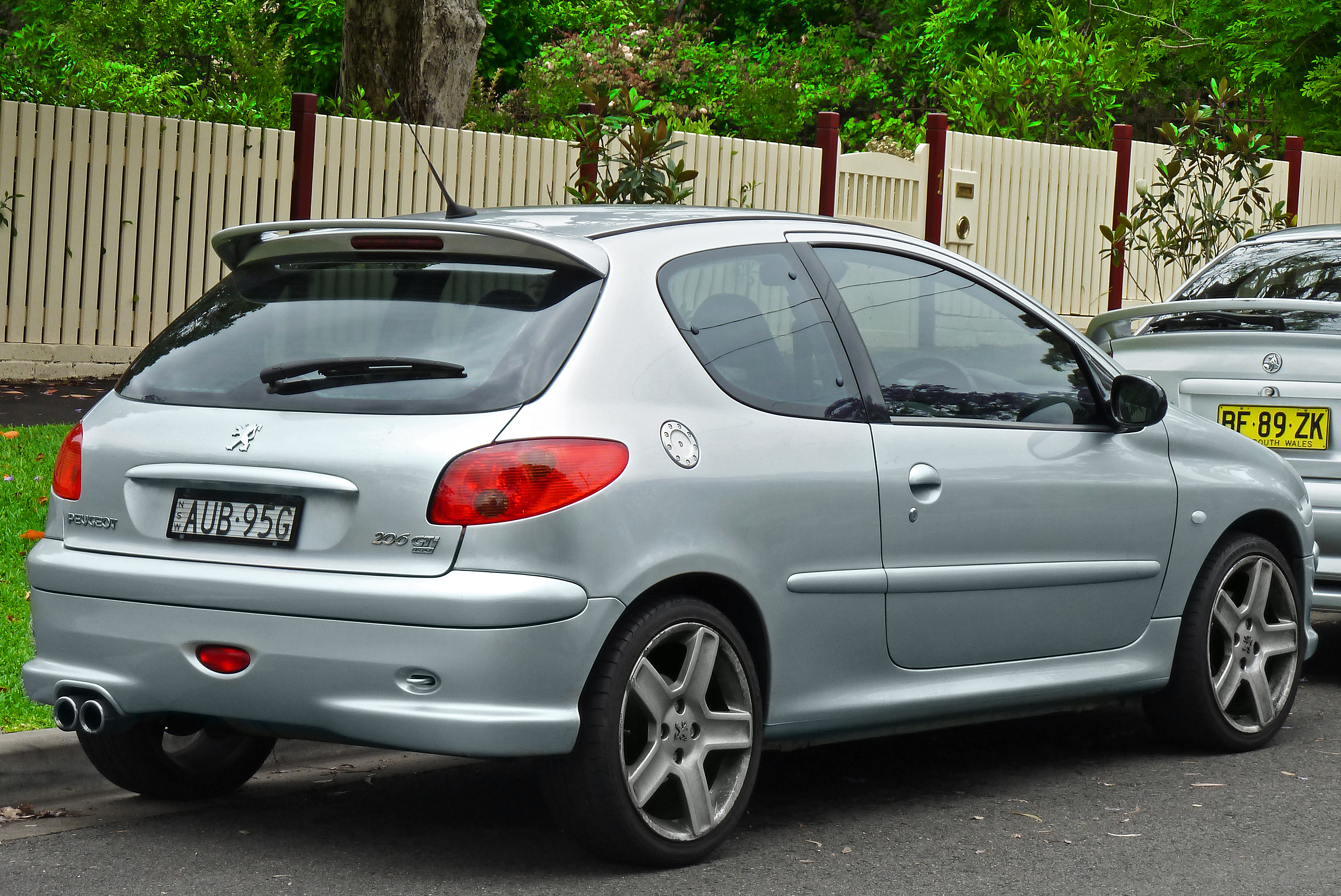
پژو ۲۰۶ جی‌تی‌آی ۱۸۰ هاچ‌بک ۳ در (استرالیا)

پژو ۲۰۶ جی‌تی‌آی ۱۸۰ و ۲۰۶ آرسی که در سال ۲۰۰۳ به بازار معرفی شد، عملکرد بالایی را برای طیف محصولات به ارمغان آورد. مدل برتر جی‌تی‌آی ۱۸۰ به بازار بریتانیا آورده شد، در حالی که ۲۰۶ آرسی به بقیه اروپا معرفی شد. این هات هاچ جدید از موتور ۲ لیتری EW10J4S استفاده می‌کرد که به لطف زمان‌بندی متغیر سوپاپ‌ها و منیفولدهای ورودی و اگزوز اصلاح شده، ۱۷۵ اسب بخار قدرت تولید می‌کرد. از دیگر ویژگی‌های ۲۰۶ آرسی و ۲۰۶ جی‌تی‌آی ۱۸۰ می‌توان به رینگ‌های آلیاژی ۱۷ اینچی، صندلی‌های جلوی مسابقه‌ای، اتصال کوتاه دنده و تغییر نسبت‌های گیربکس (دنده ۱ و ۲) اشاره کرد. این خودروی جدید قادر بود در ۷٫۴ ثانیه به سرعت ۱۰۰ کیلومتر بر ساعت برسد.
۲۰۶ آرسی و ۲۰۶ جی‌تی‌آی ۱۸۰ برای تجلیل از موفقیت‌های پژو در مسابقات رالی از سال ۲۰۰۰ تا ۲۰۰۳ و تکرار موفقیتی که پژو با ۲۰۵ جی‌تی‌آی در دهه ۱۹۸۰ به دست آورد تولید شد.

### ۲۰۶ اسکپید

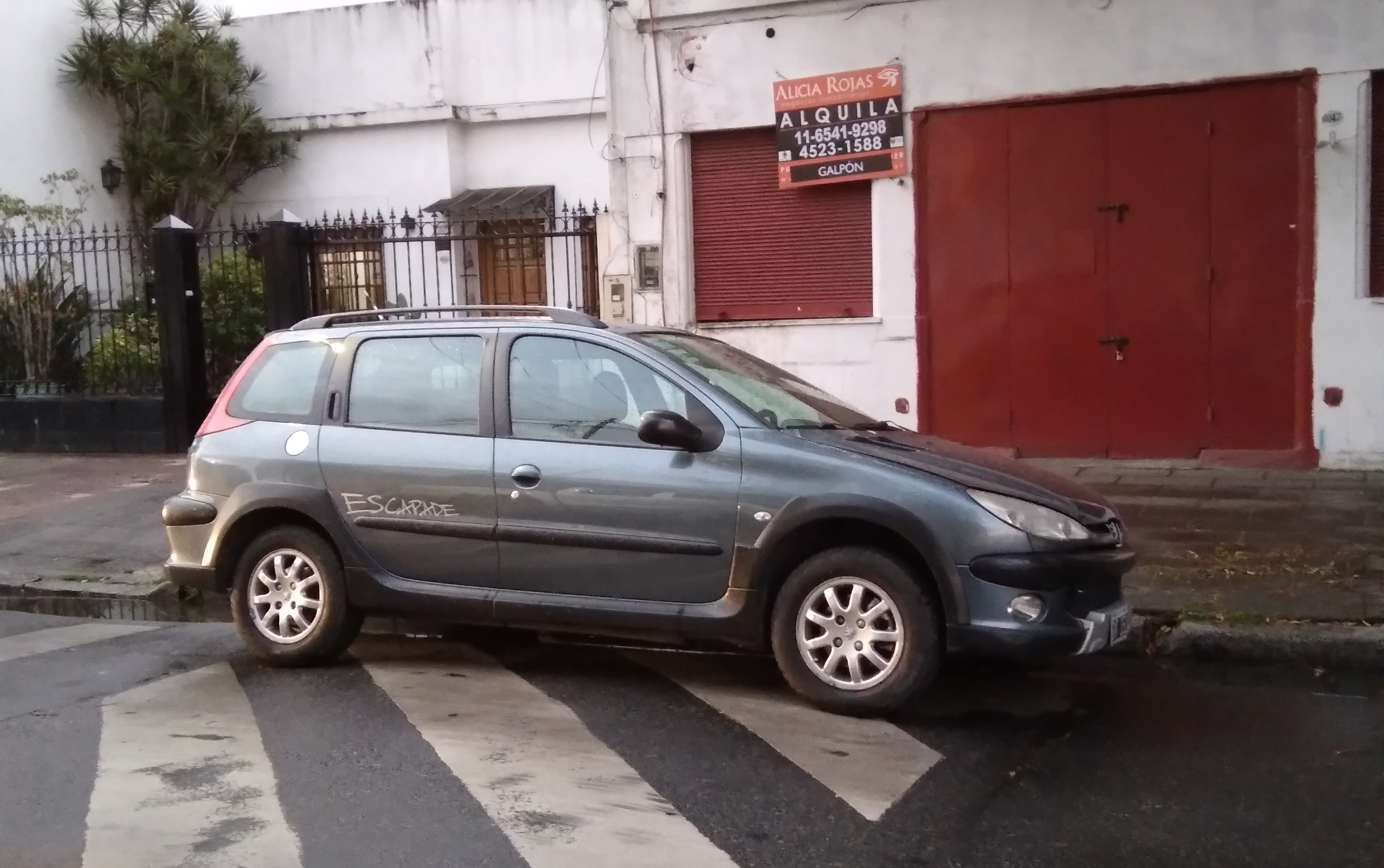
پژو ۲۰۶ اسکپید

پژو با پیروی از برندهایی مانند فیات و فولکس‌واگن، مدل آفرودی پژو ۲۰۶ را در بازارهای منتخب آمریکای جنوبی به نام پژو ۲۰۶ اسکپید به فروش می‌رساند که اساساً یک پژو ۲۰۶ استیشن با کیت بدنه اس‌یووی مانند و سیستم تعلیق بالاتر و محکم‌تر بود. این خودرو دارای موتور ۱٫۶ لیتری ۱۶ سوپاپ است.

### ۲۰۶ فرنچ دریم
مدل فرنچ دریم ۲۰۶ در اواخر سال ۲۰۰۷ به‌طور انحصاری در فرانسه عرضه شد و خانواده‌های پرجمعیت طبقه متوسط فرانسوی را هدف قرار داد. ۲۰۶ فرنچ دریم ادیشن با شرایط فروش جالب و قیمت کمی بالاتر یا برابر با مدل پایه (بسته به نمایندگی‌ها) در دسترس بود. این خودرو یک رنگ متالیک انحصاری داشت و با بسته‌ای راحت از جمله تهویه مطبوع، پارچه صندلی رنگی با طرح پرچم فرانسه و سایه‌بان‌های خورشیدی با تم دیزنی ارائه شد. در زیر کاپوت این خودرو موتور ۱٫۱ لیتری TU1JP قرار داشت.

### سیتروئن سی۲ (تی۲۱)
در نوامبر ۲۰۰۶، سرمایه‌گذاری مشترک چینی دانگ‌فنگ پژو-سیتروئن نسخه‌ای مشتق شده از پژو ۲۰۶ معروف را به نام سیتروئن سی۲ را عرضه کرد. در حالی که این مدل دارای همان نام مدل اروپایی است، در اصل یک ۲۰۶ با بدنه جلو و عقب اصلاح شده است. در سال ۲۰۱۲، سیتروئن یک مدل کراس اوور از این خودرو به نام سیتروئن سی۲ کراس را عرضه کرد. تقریباً ۸۰ هزار سیتروئن سی۲ از سال ۲۰۰۶ تا زمان پایان تولید در سال ۲۰۱۳ در چین تولید شد.

### نازا ۲۰۶ بستاری
در مالزی، ۲۰۶ با برند نازا به بازار عرضه شد. این خودرو با نام نازا ۲۰۶ بستاری فروخته شد. این خودرو از موتور ۱٫۴ لیتری بنزینی (TU3JP) بهره می‌برد و دو گیربکس ۵ سرعته دستی و ۴ سرعته اتوماتیک (AL4) برای آن در دسترس بود. ۲۰۶ اس‌دی جایگزین این خودرو شد که در مالزی به ۲۰۷ تغییر نام داد.

## پژو‎۲۰۶+‎(تی۳۱)
‎۲۰۶+‎ یک نسخه فیس‌لیفت شده از ۲۰۶ است؛ با نمای جلویی جدید و ظاهری شبیه به پژو ۲۰۷ اروپایی. این خودرو در مول هاوس، فرانسه تولید می‌شد و در فوریه ۲۰۰۹ عرضه شد.

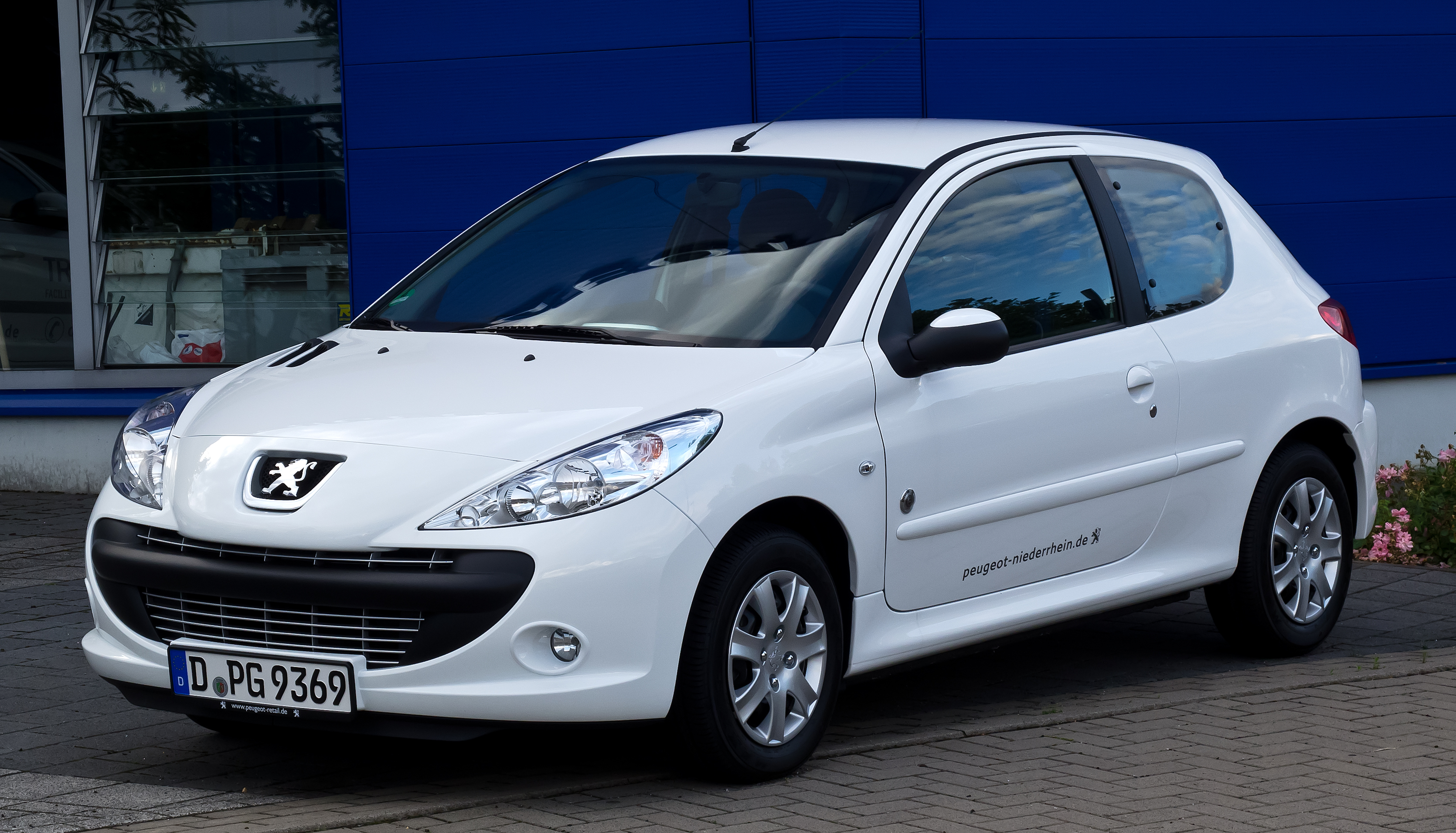
پژو ۲۰۶+ که در آمریکای جنوبی نیز با نام پژو ۲۰۷ عرضه می‌شود

در مه ۲۰۰۸، شعبه برزیلی پژو با این استدلال که انجام کاری غیر از این غیرممکن است اعلام کرد که پژو ۲۰۷ را تولید و وارد برزیل نخواهد کرد، اما در عوض برخی از عناصر ۲۰۶ در حال تولید را تغییر خواهد داد. این خودرو که در اوت ۲۰۰۸ عرضه شد تغییرات جزئی در قسمت‌های مکانیکی مانند سیستم تعلیق و گیربکس داشت. این خودرو بین ۲۰۶ اصلی و ۲۰۷ اروپایی و به‌عنوان رقیب فولکس‌واگن فاکس، رنو کلیو کامپوس و شورولت آگیل عرضه شد. این خودرو در مدل‌های هاچ‌بک ۳ و ۵ در، استیشن و ۴ در سدان، از جمله ۲۰۷ اسکیپد فیس‌لیفت شده ارائه می‌شد.

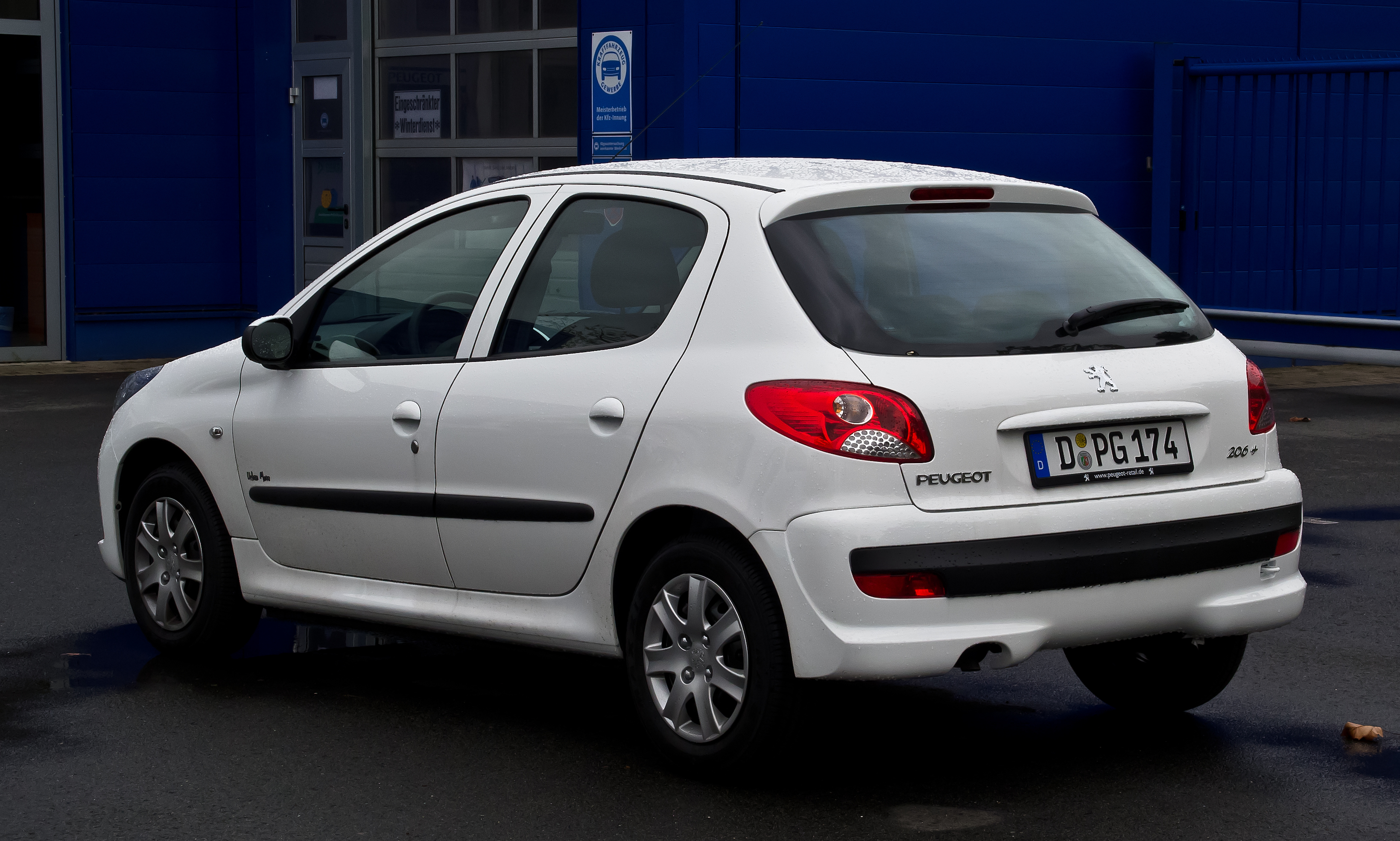
پژو ۲۰۶+ هاچ‌بک

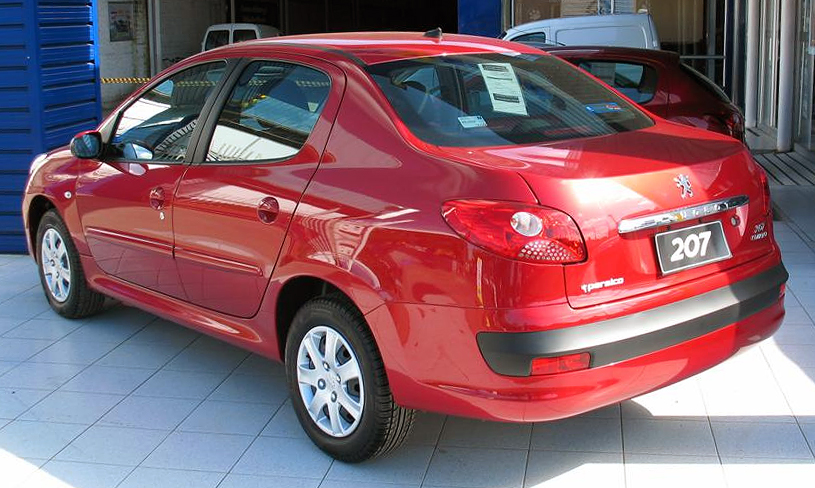
پژو ۲۰۷ کامپکت سدان در آمریکای جنوبی، نسخه سدان با نمای جلوی ۲۰۶+ فیس‌لیفت شده

این خودرو با نام «۲۰۷ کامپکت» در آرژانتین (کشوری که در آن نیز تولید می‌شود) و اروگوئه به فروش می‌رسید تا آن را از ۲۰۷ سی‌سی و آرسی اروپایی که در این کشورها نیز به فروش می‌رسید متمایز کند. پژو قصد داشت نام این خودرو را را «۲۰۷ براسیل» در برزیل بگذارد؛ اما به زودی «براسیل» را از این نام کنار گذاشت، زیرا این تصمیم عموماً واکنش‌های منفی رسانه‌ها را به دنبال داشت. ۲۰۷ برزیلی نیز مورد انتقاد قرار گرفته است زیرا علیرغم تلاش‌های پژو برای عرضه آن به عنوان یک خودروی کاملاً جدید و حتی فروش آن با قیمت پایه بالاتر، اساساً به عنوان یک ۲۰۶ فیس‌لیفت شده تلقی می‌شد.
در فوریه ۲۰۰۹، پژو اعلام کرد که این مدل اصلاح شده در کارخانه مولوز فرانسه برای بازار اروپا (فقط فرمان چپ) و با نشان ‎۲۰۶+‎ ساخته خواهد شد. این اقدام پژو به عنوان پاسخی میهن‌پرستانه به ابتکار رنو برای واردات داچیاهای ارزان قیمت از رومانی قلمداد شد. در مه ۲۰۰۹ و برای پشتیبانی از تولید ۲۰۶+ و مدل‌های دو در پژو ۳۰۸ در مولوز، این شرکت ۴۵۰ کارگر اضافی را در این خط استخدام کرد. کارخانه مولوز همچنین ‎۲۰۶+‎ را با نام ۲۰۷ کامپکت به شیلی (از سال ۲۰۱۰)، مکزیک (۲۰۰۹–۲۰۱۱) و جمهوری دومینیکن صادر کرد.
از اکتبر ۲۰۱۰، گروه نازا مونتاژ ۲۰۷ سدان را در مالزی آغاز کرد. این خودرو همچنین در سراسر بازارهای فرمان راست آسیای جنوب شرقی و بازارهای جنوب آسیا مانند تایلند، اندونزی، برونئی و سریلانکا صادر شد.
از ماه مه ۲۰۱۳، پژو دیگر ‎۲۰۶+‎ را در اروپا عرضه نکرد، زیرا تقاضای بیشتری برای پژو ۲۰۸ جدیدتر و پژو ۳۰۱ مبتنی بر ۲۰۷ وجود داشت.

### تولید در ایران
شرکت ایران خودرو (آیکو) که پژو ۲۰۶ را از سال ۱۳۸۰ در ایران تولید می‌کند، از تولید ۲۰۷آی در نسخه هاچ‌بک خبر داد. این شرکت اعلام کرد در فاز اولیه تا پایان سال جاری (اسفند ۱۳۸۹) ۵۰۰۰ دستگاه خودروی پژو ۲۰۷آی (‎۲۰۶+‎) تولید خواهد شد و بعد از آن تولید سالانه به ۱۵۰۰۰ تا ۲۰۰۰۰ دستگاه افزایش خواهد یافت. در پایان سال ۱۳۹۱، تولید ۲۰۷آی در ایران خودرو در جریان قطع رابطه بین ایران خودرو و پژو به دلیل تحریم‌های بین‌المللی علیه ایران به‌طور موقت متوقف شد.
با این حال، در اوایل سال ۱۳۹۵ تولید آن در ایران از سر گرفته شد. ایران خودرو ۲۰۷آی را با قطعات تولید شده در ایران، هند و چین بازسازی کرده و اقدام به تولید خودرویی بسیار نزدیک به خودروی عرضه شده توسط پژو کرده است. سری دوم ۲۰۷آی که در سال ۱۳۹۶ عرضه شد، دارای تفاوت‌های زیبایی شناختی (به عنوان مثال چراغ‌های جلو عقب) و تجهیزات اضافی (دوربین دید عقب، سیستم اطلاعات و سرگرمی) است. این خودرو علیرغم گسستگی روابط بین دو شرکت، نشان پژو را حفظ کرده است.
در دی ۱۳۹۵، از مدل صندوق‌دار پژو۲۰۷آی رونمایی شد. در آذر ۱۳۹۶ تولید این مدل آغاز شد. این خودرو بیشتر در مدل اتوماتیک عرضه شد؛ با این وجود، مدل‌های دنده دستی آن نیز در مزایده‌های ایران خودرو به فروش گذاشته شدند. این خودرو به موتور TU5 مجهز بود، اما انتظارات فروش را برآورده نکرد و در سال ۱۳۹۹ کنار گذاشته شد. حرف‌هایی در مورد بازگشت این خودرو به خط تولید شنیده می‌شود. در دی ۱۴۰۲، رادمنش، مسئول بخش توسعه ایران خودرو گفت تولید مجدد ۲۰۷ صندوق‌دار با موتور TU5P و گیربکس ۶ سرعته AT آغاز خواهد شد و این خودرو مشخصاتی کاملاً مشابه با نسخه اتوماتیک هاچ‌بک، مولتی کالر و تارا اتوماتیک خواهد داشت.

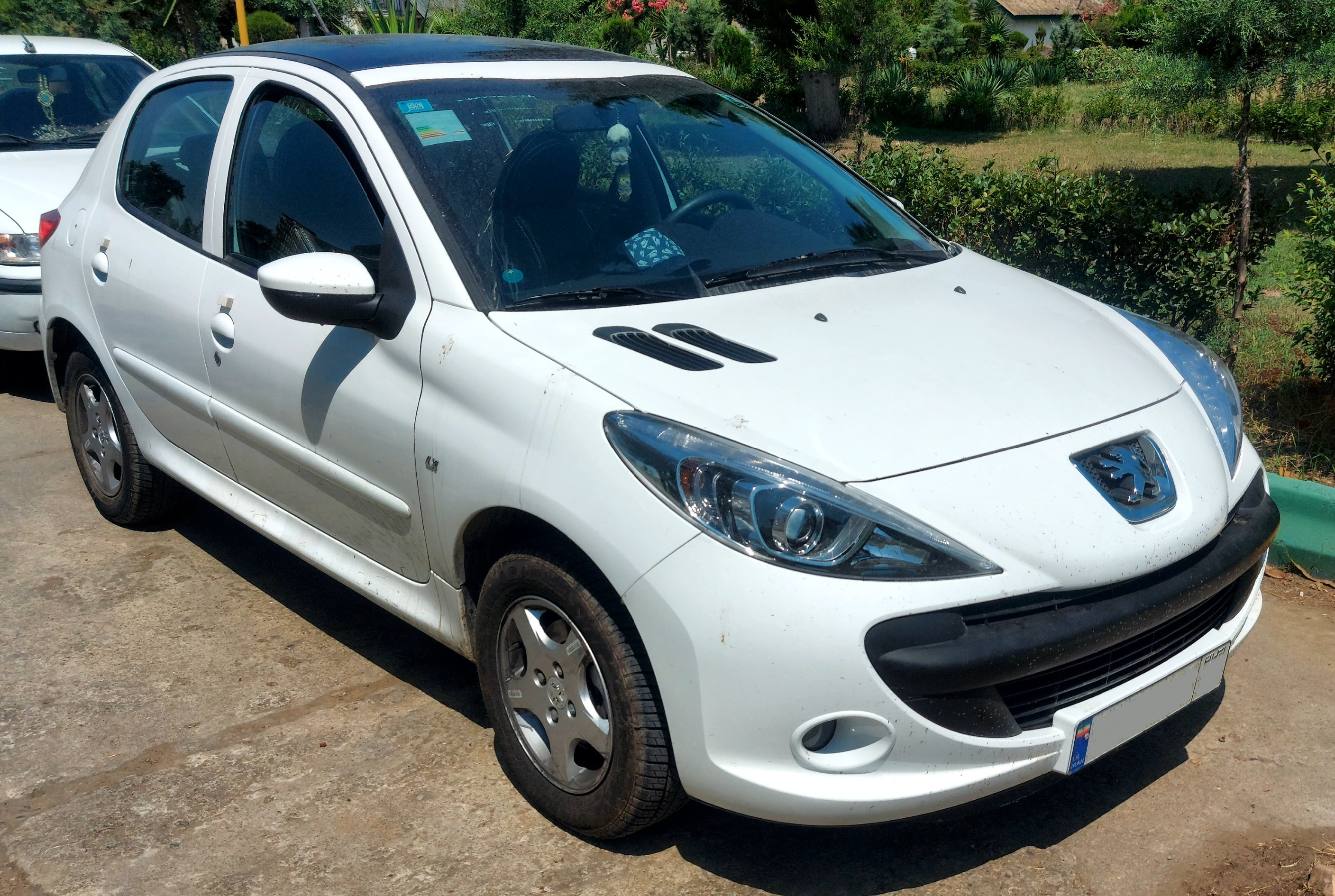
پژو ۲۰۷آی ایران خودرو (فاز دو)
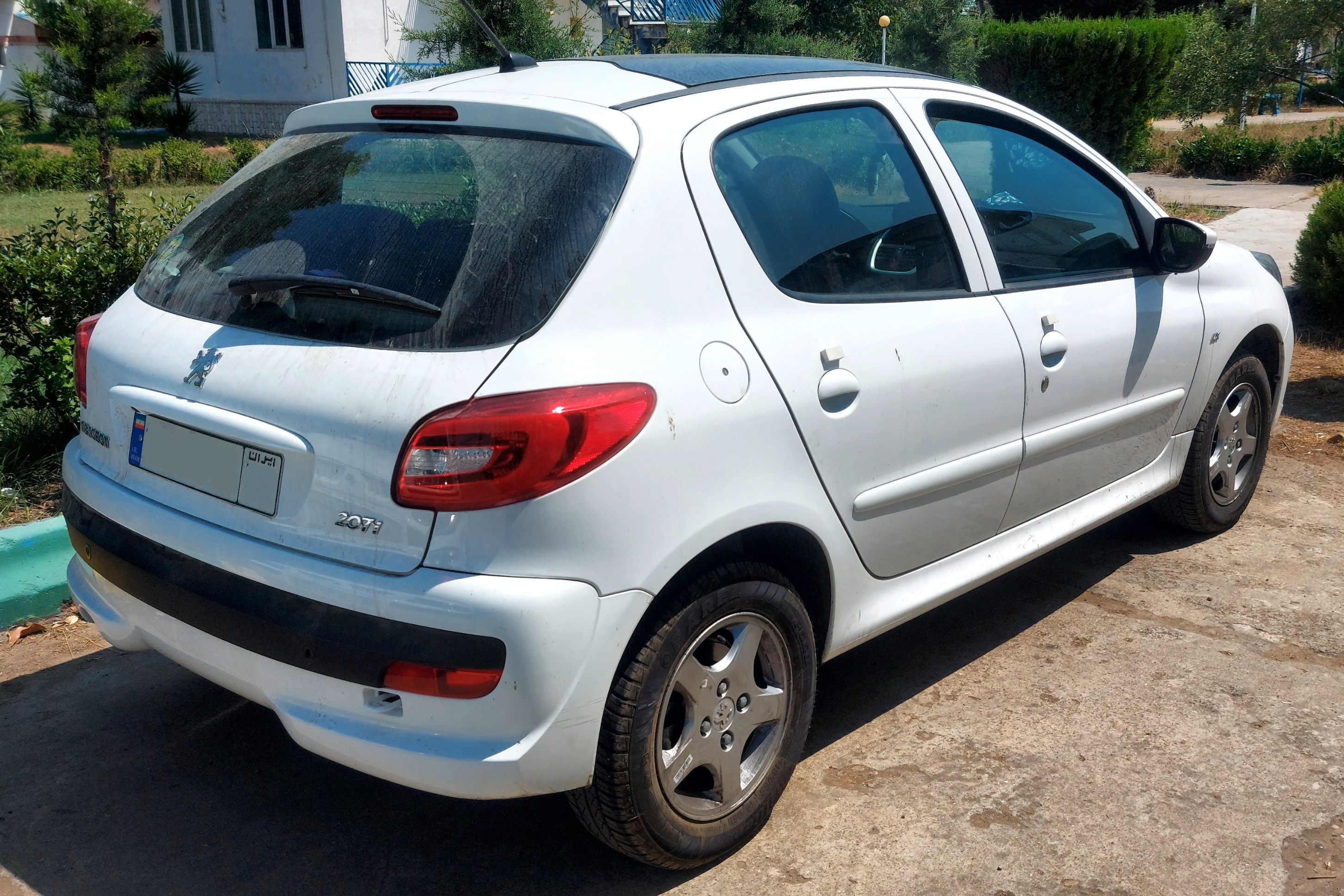
نمای عقب
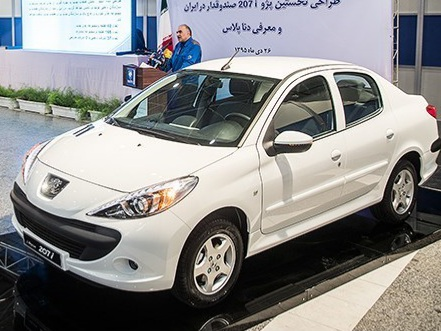
پژو ۲۰۷آی اس‌دی (۱۳۹۷–۱۳۹۹)

## ایمنی
پژو ۲۰۶ در سال ۲۰۰۰ توانست ۴ ستاره از ۵ ستاره ایمنی سرنشینان و کودک در تصادفات و ۲ ستاره از ۴ ستاره دربخش عابرین پیاده را از مؤسسه یورو ان‌سی‌ای‌پی دریافت کند.
| نتایج تست پژو ۲۰۶   |         |
| حفاظت از سرنشینان   | ۴ ستاره |
| حفاظت از عابر پیاده | ۲ ستاره |

۲۰۷ کامپکت در ابتدایی‌ترین پیکربندی برای بازار آمریکای لاتین و بدون کیسه هوا در سال ۲۰۱۰ ۱ ستاره برای ایمنی سرنشینان بزرگسال و ۲ ستاره برای ایمنی سرنشینان خردسال را از مؤسسه لاتین ان‌سی‌ای‌پی دریافت کرد.
۲۰۷ کامپکت با ۲ کیسه هوا در سال ۲۰۱۰ ۲ ستاره برای ایمنی سرنشینان بزرگسال و ۲ ستاره برای ایمنی سرنشینان خردسال را از مؤسسه لاتین ان‌سی‌ای‌پی دریافت کرد.

## موتورها
| موتورهای بنزینی |                         |                                       |                                                                    |                                                        |            |                                        |                 |                    |
| مدل موتور       | موتور                   | حجم موتور (cc)                        | قدرت                                                               | گشتاور                                                 | شتاب ۰–۱۰۰ | نهایت سرعت                             | گیربکس          | آلایندگی CO2       |
| D4D             | ۴ سیلندر خطی            | ۹۹۹ سانتی‌متر مکعب (۶۱٫۰ اینچ مکعب)    | ۷۷ اسب بخار متری (۵۷ کیلووات؛ ۷۶ اسب بخار) در ۵۷۵۰ دور در دقیقه    | ۹۳ نیوتن متر (۶۹ پوند نیرو-فوت) در ۴۵۰۰ دور در دقیقه   | ۱۸٫۶       | ۱۴۴ کیلومتر بر ساعت (۸۹ مایل بر ساعت)  | MA5 / AL4       | ۱۵۵ گرم بر کیلومتر |
| TU1JP           | ۴ سیلندر خطی            | ۱٬۱۲۴ سانتی‌متر مکعب (۶۸٫۶ اینچ مکعب)  | ۶۰ اسب بخار متری (۴۴ کیلووات؛ ۵۹ اسب بخار) در ۵۵۰۰ دور در دقیقه    | ۹۴ نیوتن متر (۶۹ پوند نیرو-فوت) در ۲۷۰۰ دور در دقیقه   | ۱۵٫۴       | ۱۵۸ کیلومتر بر ساعت (۹۸ مایل بر ساعت)  | MA5 / AL4       | ۱۴۸ گرم بر کیلومتر |
| TU3JP           | ۴ سیلندر خطی            | ۱٬۳۶۰ سانتی‌متر مکعب (۸۳ اینچ مکعب)    | ۷۶ اسب بخار متری (۵۶ کیلووات؛ ۷۵ اسب بخار) در ۵۵۰۰ دور در دقیقه    | ۱۲۰ نیوتن متر (۸۹ پوند نیرو-فوت) در ۲۸۰۰ دور در دقیقه  | ۱۰٫۱       | ۱۹۳ کیلومتر بر ساعت (۱۲۰ مایل بر ساعت) | MA5 / AL4       | ۱۵۲ گرم بر کیلومتر |
| TU3A            | ۴ سیلندر خطی            | ۱٬۳۶۰ سانتی‌متر مکعب (۸۳ اینچ مکعب)    | ۷۶ اسب بخار متری (۵۶ کیلووات؛ ۷۵ اسب بخار) در ۵۵۰۰ دور در دقیقه    | ۱۲۰ نیوتن متر (۸۹ پوند نیرو-فوت) در ۲۸۰۰ دور در دقیقه  | ۱۰٫۸       | ۱۸۷ کیلومتر بر ساعت (۱۱۶ مایل بر ساعت) | MA5 / AL4       | ۱۳۹ گرم بر کیلومتر |
| ET3J4           | ۴ سیلندر خطی            | ۱٬۳۶۰ سانتی‌متر مکعب (۸۳ اینچ مکعب)    | ۸۸ اسب بخار متری (۶۵ کیلووات؛ ۸۷ اسب بخار) در ۵۲۵۰ دور در دقیقه    | ۱۳۳ نیوتن متر (۹۸ پوند نیرو-فوت) در ۳۲۵۰ دور در دقیقه  | ۱۱٫۹       | ۱۸۹ کیلومتر بر ساعت (۱۱۷ مایل بر ساعت) | MA5 / AL4       | ۱۴۵ گرم بر کیلومتر |
| TU5JP           | ۴ سیلندر خطی            | ۱٬۵۸۷ سانتی‌متر مکعب (۹۶٫۸ اینچ مکعب)  | ۹۰ اسب بخار متری (۶۶ کیلووات؛ ۸۹ اسب بخار) در ۵۶۰۰ دور در دقیقه    | ۱۳۵ نیوتن متر (۱۰۰ پوند نیرو-فوت) در ۳۰۰۰ دور در دقیقه | ۱۰         | ۱۸۰ کیلومتر بر ساعت (۱۱۲ مایل بر ساعت) | MA5 / BE4 / AL4 | ۱۷۱ گرم بر کیلومتر |
| TU5JP4          | ۴ سیلندر خطی            | ۱٬۵۸۷ سانتی‌متر مکعب (۹۶٫۸ اینچ مکعب)  | ۱۱۰ اسب بخار متری (۸۱ کیلووات؛ ۱۰۸ اسب بخار) در ۵۸۰۰ دور در دقیقه  | ۱۴۷ نیوتن متر (۱۰۸ پوند نیرو-فوت) در ۴۰۰۰ دور در دقیقه | ۱۰٫۲       | ۱۸۵ کیلومتر بر ساعت (۱۱۵ مایل بر ساعت) | MA5 / BE4 / AL4 | ۱۷۱ گرم بر کیلومتر |
| EW10J4          | ۴ سیلندر خطی            | ۱٬۹۹۷ سانتی‌متر مکعب (۱۲۱٫۹ اینچ مکعب) | ۱۳۷ اسب بخار متری (۱۰۱ کیلووات؛ ۱۳۵ اسب بخار) در ۶۰۰۰ دور در دقیقه | ۱۹۰ نیوتن متر (۱۴۰ پوند نیرو-فوت) در ۴۱۰۰ دور در دقیقه | ۸٫۳        | ۲۱۰ کیلومتر بر ساعت (۱۳۰ مایل بر ساعت) | BE4 / AL4       | ۱۸۵ گرم بر کیلومتر |
| EW10J4S         | ۴ سیلندر خطی            | ۱٬۹۹۷ سانتی‌متر مکعب (۱۲۱٫۹ اینچ مکعب) | ۱۷۷ اسب بخار متری (۱۳۰ کیلووات؛ ۱۷۵ اسب بخار) در ۷۰۰۰ دور در دقیقه | ۲۰۲ نیوتن متر (۱۴۹ پوند نیرو-فوت) در ۴۷۵۰ دور در دقیقه | ۷٫۴        | ۲۱۷ کیلومتر بر ساعت (۱۳۵ مایل بر ساعت) | BE4             | ۲۰۴ گرم بر کیلومتر |
| موتورهای دیزلی  |                         |                                       |                                                                    |                                                        |            |                                        |                 |                    |
| DW8             | ۴ سیلندر خطی            | ۱٬۸۶۸ سانتی‌متر مکعب (۱۱۴٫۰ اینچ مکعب) | ۷۰ اسب بخار متری (۵۱ کیلووات؛ ۶۹ اسب بخار) در ۴۶۰۰ دور در دقیقه    | ۱۲۵ نیوتن متر (۹۲ پوند نیرو-فوت) در ۲۵۰۰ دور در دقیقه  | ۱۵٫۲       | ۱۶۱ کیلومتر بر ساعت (۱۰۰ مایل بر ساعت) | BE4             | ۱۵۶ گرم بر کیلومتر |
| DV4TD           | ۴ سیلندر خطی توربو دیزل | ۱٬۳۹۸ سانتی‌متر مکعب (۸۵٫۳ اینچ مکعب)  | ۶۸ اسب بخار متری (۵۰ کیلووات؛ ۶۷ اسب بخار) در ۴۰۰۰ دور در دقیقه    | ۱۶۰ نیوتن متر (۱۱۸ پوند نیرو-فوت) در ۲۰۰۰ دور در دقیقه | ۱۳٫۱       | ۱۶۸ کیلومتر بر ساعت (۱۰۴ مایل بر ساعت) | BE4             | ۱۱۲ گرم بر کیلومتر |
| DW10TD          | ۴ سیلندر خطی توربو دیزل | ۱٬۹۹۷ سانتی‌متر مکعب (۱۲۱٫۹ اینچ مکعب) | ۹۰ اسب بخار متری (۶۶ کیلووات؛ ۸۹ اسب بخار) در ۴۰۰۰ دور در دقیقه    | ۲۰۵ نیوتن متر (۱۵۱ پوند نیرو-فوت) در ۱۹۰۰ دور در دقیقه | ۱۱٫۷       | ۱۸۰ کیلومتر بر ساعت (۱۱۲ مایل بر ساعت) | BE4             | ۱۳۶ گرم بر کیلومتر |
| DV6TED4         | ۴ سیلندر خطی توربو دیزل | ۱٬۵۶۰ سانتی‌متر مکعب (۹۵ اینچ مکعب)    | ۱۱۰ اسب بخار متری (۸۱ کیلووات؛ ۱۰۸ اسب بخار) در ۴۰۰۰ دور در دقیقه  | ۲۴۰ نیوتن متر (۱۷۷ پوند نیرو-فوت) در ۱۷۵۰ دور در دقیقه | ۹٫۹        | ۱۸۶ کیلومتر بر ساعت (۱۱۶ مایل بر ساعت) | BE4             | ۱۲۶ گرم بر کیلومتر |

## ۲۰۶ در بازار ایران

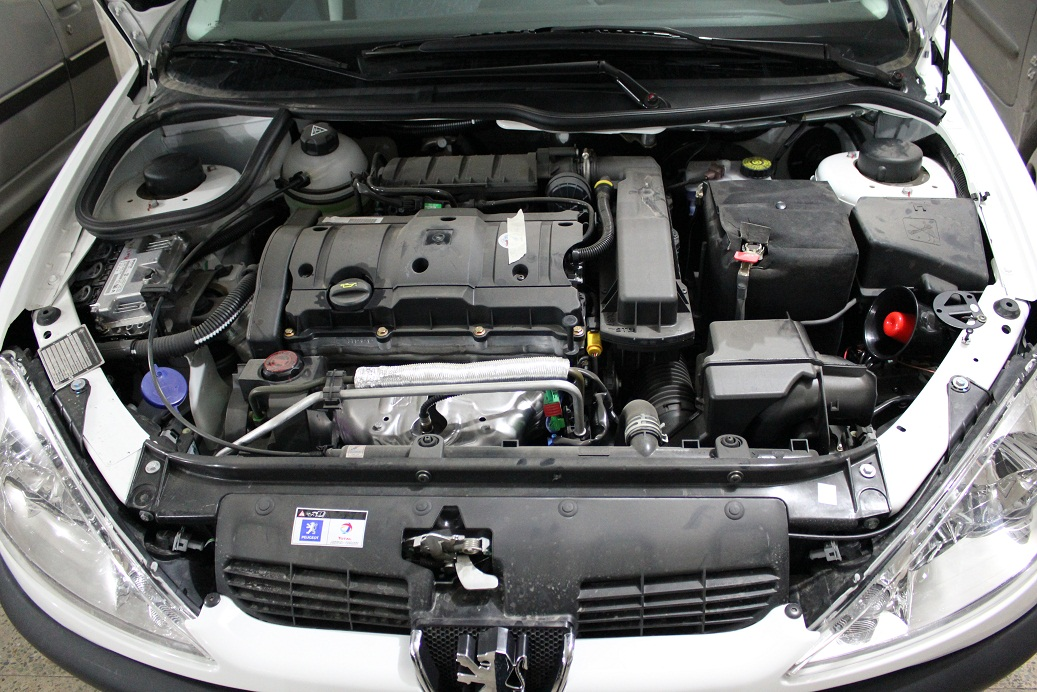
پیشرانهٔ پژو ۲۰۶ تیپ ۵

ایران‌خودرو در سال ۱۳۸۰ مونتاژ ۲۰۶ را آغاز کرد و به دلیل فقدان یک هاچ‌بک بروز و جوان‌پسند در بازار، به فروش فوق‌العاده دست پیدا کرد. سری اولیهٔ ۲۰۶ مونتاژ ایران با نام تیپ یک شناخته می‌شد اما مدت کوتاهی بعد تیپ‌های ۲ و ۵ با پیشرانه‌های ۱٫۴ لیتری TU3 و ۱٫۶ لیتری TU5 ارائه شدند و در سال ۱۳۸۳ نیز نسخه اتوماتیک با نام تیپ ۶ ارائه شد. در سال ۱۳۹۱ به دلیل وضع تحریم‌های سنگین علیه ایران، پژو ارتباط خود را با ایران‌خودرو قطع کرد که این اتفاق تولید ۲۰۶ را به توقف کشاند اما ایران‌خودرو اقدام به داخلی‌سازی ۲۰۶ با قطعات عمدتاً چینی کرد.
تولید پژو ۲۰۶ بدون هیچ تغییر گسترده‌ای در ظاهر تا زمستان ۱۴۰۱ ادامه یافت و پژو ۲۰۷آی و رانا که اشتراکات فراوانی با ۲۰۶ دارند همچنان در حال تولید هستند.
۲۰۶ فرانسوی از سال ۱۳۸۰ که عرضه شد تا الان در شش تیپ مختلف تولید شده است.
- تیپ یک:نخستین مدل عرضه شده ۲۰۶ به بازار بود. امکاناتی مانند فرمان دوشاخه، ساعت دیجیتال و سامانه صوتی قدیمی این مدل را از بقیه خانواده ۲۰۶ متمایز می‌کند. این خودرو از پیشرانه TU3 با تسمه تایم ۱۰۸ دنده که متفاوت با ۱۰۴ دنده تیپ ۲ می‌باشد و جعبه‌دنده پنج سرعته دستی با ضرایب دنده نزدیک به گیربکس تیپ پنج بهره می‌برد.
- تیپ دو: تیپ دو از سامانه برق کشی مولتی پلکس بهره می‌برد اما به مانند تیپ یک آینه‌های دستی دارد. از سال ۱۳۹۰ ترمز ABS و EBD به این خودرو افزوده شد. تا سال ۱۳۹۰ پر فروش‌ترین محصول خانواده ۲۰۶ بود اما از آن سال به بعد تیپ پنج جایش را گرفت. این خودرو هم از پیشرانه TU3 و جعبه‌دنده پنج سرعته دستی بهره می‌برد.
- تیپ سه:می توان گفت این خودرو در اصل همان تیپ پنج است اما با موتوری متعلق به تیپ دو. زمانی که ۲۰۶ تیپ سه وارد بازار شد، همراه با یک سامانه تهویه مطبوع خودکار، گرم کن آینه برقی، دو کیسه هوا، سامانه‌های ترمز EBD و ABS، سامانه صوتی بهبود یافته کلاریون و غیره یکی از آپشنال‌ترین خودروهای موجود در بازار بود که با قیمتی خوب روانه بازار شد. در بهار ۱۴۰۱ ایران خودرو پژو ۲۰۶ تیپ ۳ سقف شیشه‌ای (پانوراما) را تولید کرد. این نسخه رینگ آلومینیومی دارد و از ترمز دیسکی عقب بهره می‌برد. بقیه تجهیزات این خودرو همانند تیپ ۳ معمولی است.
- تیپ چهار:در این خودرو دیگر خبری از پیشرانه TU3 نیست و جایش را یک پیشرانه ۱٫۶ لیتری با نام TU5 گرفته است که توان ارائه قدرتی در حدود ۱۰۵ اسب بخار را دارد. علاوه براین این خودرو به جای گیربکس دستی پیشفرض از یک گیربکس ۴ سرعته اتوماتیک با کد AL4 و بدون قابلیت تعویض به صورت دستی بهره می‌برد. این خودرو به شکل skd در سالهای ۱۳۸۱ و ۱۳۸۲ مونتاژ و عرضه شد. پژو ۲۰۶ تیپ ۴ فاقد آینه برقی، شیشه عقب برقی و تهویه مطبوع اتوماتیک است ولی تنها تیپ ۲۰۶ است که به صورت فابریک دارای دیسپلی تایپ B است. همچنین تزئینات داخلی داشبورد و رودری‌ها در این تیپ متاوت از سایر تیپ‌ها است.
- تیپ پنج:محبوبترین هاچ بک میان تیپ‌های ۲۰۶ تیپ پنج این خودرو است. این مدل از همه مدل‌های پیشین آپشنال تر و مقرون به صرفه تر است و در اوایل عرضه یکی از بهترین‌های بازار بود. یک موتور ۱٫۶ لیتری TU5 با توان تولید ۱۰۵ اسب بخار، گیربکس ۵ سرعته دستی، ترمزهای ABS دیسکی ۴ کاناله و ارتفاعی کمتر در سامانه تعلیق آپشن‌هایی بود که تیپ پنج با کمک آنها هنوز هم محبوبیت خود را حفظ کرده است.
- تیپ شش: پژو ۲۰۶ تیپ ۶ در سال ۱۳۸۳ در بازار عرضه شد و تولید آن تا اواسط سال ۱۳۹۱ ادامه داشت. موتور این خودرو از نوع TU5 با ۱۰۵ اسب بخار قدرت می‌باشد که بر روی پژو ۲۰۶ تیپ ۴ و ۵ نیز از همین موتور استفاده شده است. گیربکس اتوماتیک پژو ۲۰۶ تیپ ۶ همان گیربکس AL4 موجود بر روی تیپ ۴ است فقط با این تقاوت که قابلیت تعویض دنده دستی را دارد. در واقع گیربکس پژو ۲۰۶ تیپ ۶ یک گیربکس تیپ ترونیک است. پژو ۲۰۶ تیپ ۶ از لحاظ امکانات، مشابه پژو ۲۰۶ تیپ ۵ است و امکاناتی مانند آینه‌های برقی، شیشه عقب برقی و تهویه مطبوع اتوماتیک را می‌توان در لیست امکانات پژو ۲۰۶ تیپ ۶ یافت.

مدل صندوق‌دار یا SD پژو ۲۰۶ نیز در ۸ تیپ وی۱، وی۲، وی۶، وی۸، وی۹، وی۱۰، وی۱۹ و وی۲۰ عرضه شد. در این میان اکثر تیپ‌های پژو ۲۰۶ صندوقدار با موتور TU5 شانزده سوپاپ به حجم ۱٫۶ لیتر روانه میدان شدند اما نسخه‌های وی۶، وی۱۹ و وی۲۰ با موتور ۱٫۴ لیتری هشت سوپاپ TU3 متعلق به پژو ۲۰۶ تیپ ۲ به تولید رسیدند. مدل وی۹ نیز دارای گیربکس اتوماتیک است و دیگر نسخه‌ها از گیربکس پنج دنده دستی استفاده می‌کنند. همچنین تیپ‌های وی۲ و وی۱۰ به صورت دوگانه‌سوز CNG در اختیار مشتریان قرار گرفتند اما دیگر تیپ‌های پژو ۲۰۶ اس‌دی به صورت بنزینی تولید شدند.

### توقف تولید
با آغاز سال ۱۳۹۱ هجری شمسی و تحریم‌های بین‌المللی علیه فعالیت‌های هسته‌ای ایران و هم‌زمان شدن این موضوع با مسئله همکاری مشترک جنرال موتورز آمریکا و پژو، زمزمه‌های پایان همکاری پژو و ایران خودرو به وجود آمد و در نهایت در اواخر تابستان ۱۳۹۱، همکاری پژو و ایران خودرو به‌طور کامل قطع شد و پژو به ارسال قطعه برای ایران خودرو پایان داد. پس از توقف تولید این خودرو و شوک خبری ناشی از آن در جامعه، ایران خودرو سعی در تکذیب خبر توقف تولید این خودرو نمود، اما پس از گذشت چند هفته با توجه به آمارهای تولید ماهانه خودرو، عدم تولید این خودرو اثبات شد.
توقف ناگهانی تولید پژو ۲۰۶، باعث ایجاد بازار آشفته و در نتیجه افزایش چشمگیر قیمت این خودرو تا بیش از دو برابر شد. همچنین همزمانی توقف تولید این خودرو با بحران اقتصادی ایران خودرو و تورم بسیار زیاد ایجاد شده در جامعه، باعث کاهش چشمگیر تولیدات ایران خودرو گشت.

### تولید ۲۰۶ و ۲۰۷آی ایرانیزه

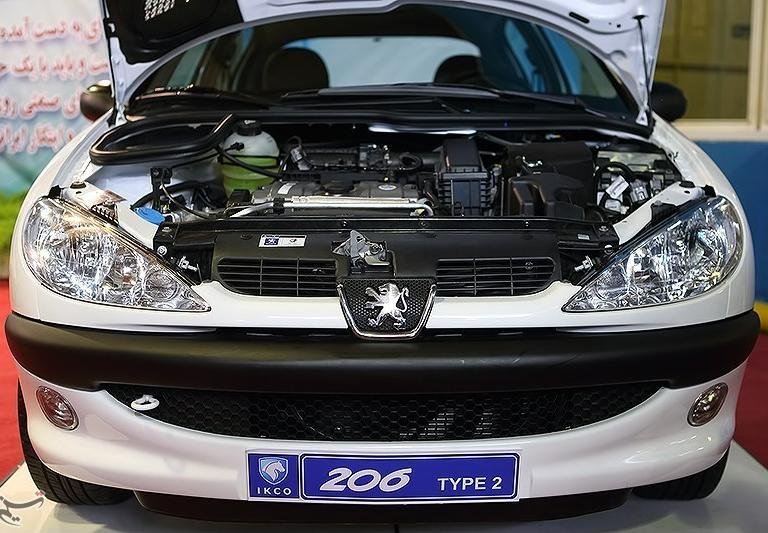
پژو ۲۰۶ تیپ ۲ با پیشرانهٔ ایرانیزه شده

پس از اینکه تولید پژو ۲۰۶ متوقف شد، ایران خودرو برای کاهش ضرر ناشی از توقف ناگهانی تولید این خودرو و همچنین پاسخ به عطش بازار، دست به تولید پژو ۲۰۶ ایرانی، بدون نظارت و اجازه و لیسانس پژوی فرانسه زد. در این خودرو تمامی قطعاتی که تحت نظر و لیسانس پژوی فرانسه تولید یا از سوی پژو برای تولید ۲۰۶ تأمین می‌شد، با نمونه‌های ساخت داخل یا کشورهای شرق آسیا تعویض شد. حتی برخی از سامانه‌های این خودرو که دارای انحصار ساخت توسط پژو بود، از روی این خودرو حذف گردید به گونه‌ای که خودروی جدید تنها در ظاهر با ۲۰۶های پیشین شباهت داشته و بسیاری از توانایی‌های اصلی آن عملاً وجود ندارد، به عنوان نمونه می‌توان از تغییر صفحه نمایش چند منظوره خودرو به نوع بزرگتر (اما با امکانات بسیار کمتر) به جای صفحه نمایش هوشمند متداول تک خطی، استفاده از پشت کیلومتر رانا در نمونه‌های تولیدی اسفند ۱۳۹۱ تا فروردین ۱۳۹۲ و بهره‌گیری از قطعات کیسه‌هوای ایرانی و چینی و ترمز ای‌بی‌اس کره‌ای اشاره نمود همچنین این خودرو به هیچ عنوان امکان استفاده از کروزکنترل‌های متداول خانواده خودروهای پژو و سقف پانورامای فابریک ۲۰۶ را ندارد.
همچنین پیش از توقف تولید پژو ۲۰۶، ایران خودرو از رانا به عنوان جانشین پژو ۲۰۶ یاد کرده بود که با توقف تولید پیش از موعد ۲۰۶، رانا زودتر به بازار ارائه شد. موتور این خودرو به‌طور مشترک توسط کشورهای ایران، هند و چین طراحی شده است که مصرف سوخت بالاتر و قدرت کمتری نسبت به نمونه‌های فرانسوی دارد. ۲۰۶های ایرانیزه در ظاهر هم با طرح متفاوت چراغ عقب و ستون B همرنگ بدنه نسبت به نمونه فرانسوی قابل شناسایی است.

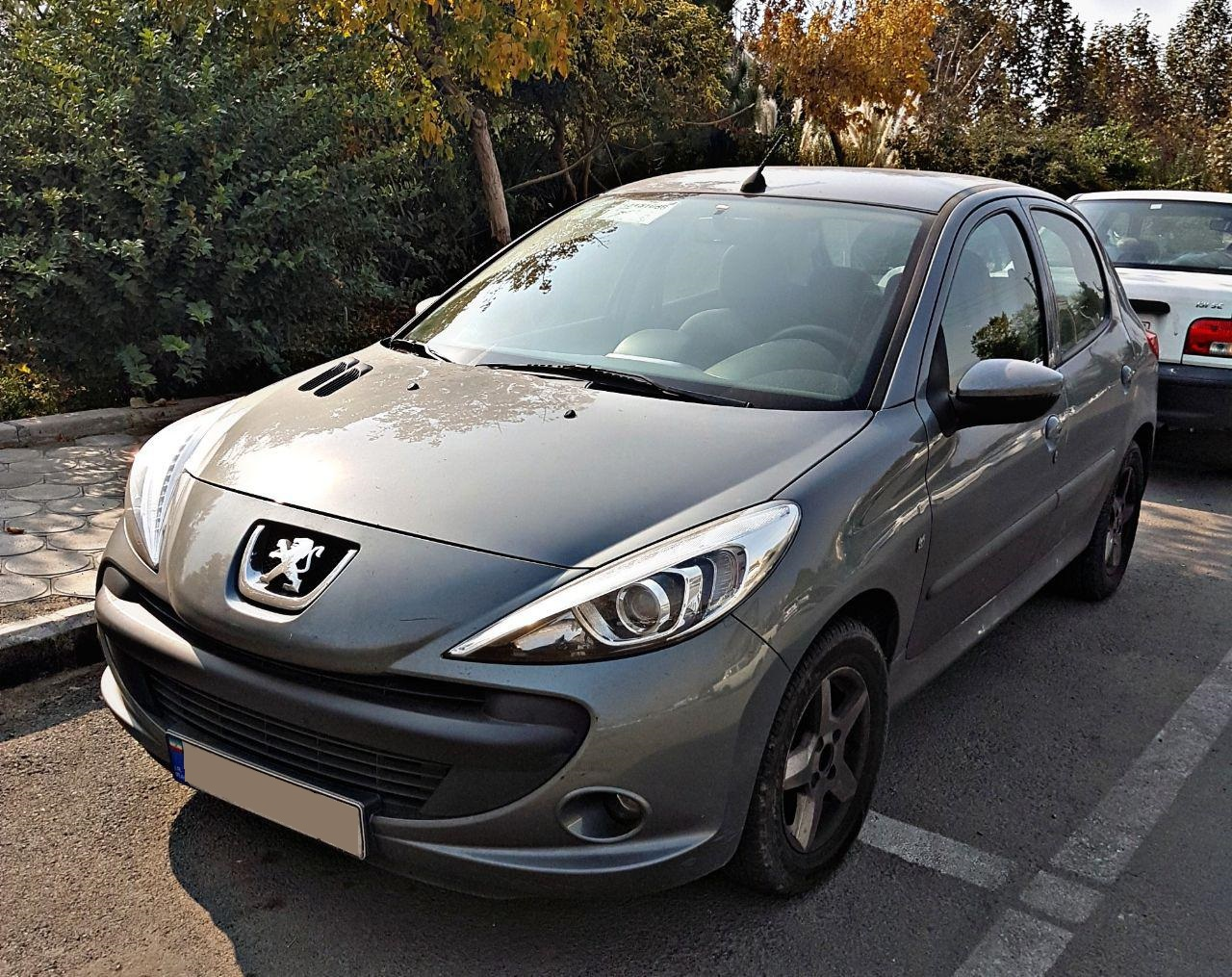
پژو ۲۰۷آی ایرانیزه که از نظر ظاهری با طرح متفاوت چراغ‌های جلو و عقب و آینه بغل نسبت به نمونهٔ اصلی قابل شناسایی است.

همچنین در زمستان سال ۱۳۹۴، خبری مبنی بر داخلی‌سازی پژو ۲۰۷آی بر روی خروجی خبرگزاری‌ها مخابره شد و سپس در اسفند همان سال نمونه‌ای از این خودرو در نمایشگاه توانمندی‌های صنعت خودرو رونمایی شد و بسیار زود، در فروردین ۱۳۹۵ پیش فروش آن برای تحویل از مرداد ماه همان سال آغاز گشت، اما تحویل نخستین سری از آن تا دی ماه همان سال به طول انجامید.
بنا بر اظهارات مدیر عامل وقت ایران خودرو، تولید ۲۰۷آی جدید کاملاً مستقل از پژو بوده و مانند تولید ۲۰۶های ایرانی، از قطعات ساخت داخل و جنوب شرق آسیا و بدون نظارت و لیسانس پژو در تولید این خودرو استفاده شده است.
این خودرو نیز، مانند پژو ۲۰۶ ایرانی از سامانه برق ایران خودرو موسوم به اکو مکس بهره می‌برد که محدودیت‌های بسیار زیادی نسبت به ۲۰۷ آی‌های اصلی دارد. قطعات دارای انحصار تولید از سمت پژو از روی این خودرو حذف گردید؛ به شکلی که این خودرو تنها در ظاهر با ۲۰۷آی‌های اصلی مشترک بود. همچنین در قسمت چراغ‌ها، فرمان و کیسه‌هوا و مالتی مدیا که شرکت قادر به کپی کردن قطعات با کیفیت و ظاهر اصلی نبود، با قطعاتی با طرح متفاوت از ۲۰۷آی اصلی جایگزین گشت. نمونه سقف شیشه‌ای (پانوراما) این خودرو هم در سال ۱۳۹۷ معرفی اولیه شد و نخستین سری آن در سال ۱۳۹۹ عرضه شد.

## تبلیغات
در سال ۲۰۰۳، پژو یک تبلیغ تلویزیونی پرطرفدار برای پژو ۲۰۶ به کارگردانی ماتییس ون هایینینگن و مدیریت نوآوری روبرتو گرکو و جیووانی پوررو از Euro RSCG میلان-ایتالیا، معروف به «مجسمه‌ساز» ارائه کرد. داستان این تبلیغ در مورد مرد جوانی در هند است که تبلیغ ۲۰۶ را در یک روزنامه می‌بیند و سپس به دنبال آسیب رساندن به هندوستان آمباداسور (از جمله نشستن یک فیل روی آن) می‌شود و سپس شب را صرف جوشکاری آن می‌کند. روز بعد، خودرو به عنوان یک کپی دقیق از شکل ۲۰۶ ظاهر شد - همراه با فرورفتگی‌ها و تغییر رنگ‌های زیاد. سپس این مرد همراه با دوستانش سوار بر ماکت ۲۰۶ توجهات زیادی به خود جلب می‌کنند.
این پیام بازرگانی برنده تعدادی از جوایز معتبر تبلیغاتی بین‌المللی شد:
1. طلا، جشنواره بین‌المللی خلاقیت شیرهای کن ۲۰۰۳، دسته خودروها.
2. طلا، جوایز کلیو ۲۰۰۳، محصول/خدمات: دسته‌بندی خودرو.
3. طلا، ADC*E 2003، دسته تبلیغات تلویزیونی. جوایز کرستا ۲۰۰۳.
4. جایزه بزرگ، جشنواره بین‌المللی فیلم تبلیغاتی اتومبیل ۲۰۰۲.
5. جایزه بزرگ، جشنواره بین‌المللی تبلیغات قفقاز (CIFA) ۲۰۰۲.
6. طلا، جشنواره بین‌المللی تبلیغات قفقاز (CIFA) ۲۰۰۲.
7. Epica d'Or , EPICA (جوایز خلاقیت برتر اروپا) ۲۰۰۲.
8. طلا، EPICA (جوایز خلاقیت برتر اروپا) ۲۰۰۲، دسته خودرو.
9. جایزه بزرگ، یوروبست - جشنواره تبلیغات اروپا ۲۰۰۲.

در مارس ۲۰۱۸، این تبلیغ در جشن بیستمین سالگرد ۲۰۶ بازسازی شد. تبلیغ بازسازی شده اساساً شبیه به نسخه اصلی است، با این تفاوت که آمباداسور در نهایت به یک کپی از پژو ۲۰۸ GTI مبدل می‌شود.

## جوایز
- «زیباترین خودروی سال ۱۹۹۸»، جشنواره بین‌المللی خودرو، ۱۹۹۸[۹۰]
- «بهترین خودروی کوچک بنزینی» و «بهترین خودروی کوچک دیزلی»، جوایز عالی ناوگان، ۲۰۰۱[۹۱]
- «بهترین کانورتیبل» (پژو ۲۰۶ سی‌سی)، جوایز وات کار؟، ۲۰۰۱[۹۲]
- «بهترین سوپرمینی استفاده شده»، مجله وات کار؟، ۲۰۰۱.[۹۳]
- «خودروی نمایشگاه» (پژو ۲۰۶ سی‌سی)، نمایشگاه بین‌المللی خودرو بریتانیا، ۲۰۰۰[۹۴]
- «پرفروش‌ترین خودرو در اروپا ۲۰۰۱–۲۰۰۳»[۹۵]
- سومین خودروی سال اروپا در سال ۱۹۹۹[۹۶]

## آمار فروش
| سال  | اروپا     | چین    |
| ---- | --------- | ------ |
| ۱۹۹۹ | ۴۵۸٬۴۱۱   |        |
| ۲۰۰۰ | ۵۵۵٬۱۸۰   |        |
| ۲۰۰۱ | ۶۲۷٬۳۷۰   |        |
| ۲۰۰۲ | ۵۹۴٬۵۸۵   |        |
| ۲۰۰۳ | ۸۵۱٬۴۸۱   |        |
| ۲۰۰۴ | ۱٬۲۱۴٬۰۰۰ |        |
| ۲۰۰۵ | ۴۲۹٬۷۰۲   |        |
| ۲۰۰۶ | ۲۳۰٬۸۶۶   | ۲۹٬۴۴۹ |
| ۲۰۰۷ | ۸۵٬۶۵۶    | ۲۸٬۵۵۸ |
| ۲۰۰۸ | ۶۱٬۱۸۳    | ۱۴٬۵۹۳ |
| ۲۰۰۹ | ۱۱۲٬۷۸۹   | ۳٬۴۸۲  |
| ۲۰۱۰ | ۱۲۱٬۶۹۵   | ۳      |
| ۲۰۱۱ | ۸۴٬۰۳۰    | ۲٬۰۸۱  |
| ۲۰۱۲ | ۴۱٬۵۸۴    |        |
| ۲۰۱۳ | ۲٬۴۶۲     |        |
| ۲۰۱۴ | ۴۳        |        |

## نکات متفرقه راجع‌به پژو ۲۰۶
پژو ۲۰۶ محصول سال ۱۹۹۸ فرانسه و یکی از پرفروش‌ترین خودروهای پژو می‌باشد، این خودرو مجهز به سامانه مالتی پلکس است که در این سامانه، کلیه دستورهایی که راننده صادر می‌کند، به یک واحد مرکزی الکترونیکی (BSI) ارسال و از آن جا، فرمان لازم برای عملگر مربوط صادر می‌شود. در حال حاضر از شبکه مالتی‌پلکس روی خودروهایی نظیر سمند و سورن نیز به جای دسته‌سیم معمولی استفاده می‌شود. این سامانه در اواخر دهه ۱۹۸۰ توسط شرکت آلمانی بوش ابداع شد. برای فعال کردن این آپشن‌ها نیاز به تغییرات در bsi خودرو پژو ۲۰۶ می‌باشد و لازم است ذکر شود در خودروهایی که سال تولید آنها بعد از ۹۱ می‌باشد امکان تغییر با توجه به تغییر نوع سیم کشی میسر نیست.
- هشدار سرعت، با قابلیت انتخاب سرعت مورد نظر به منظور هشدار به راننده مبنی بر تخطی از سرعت تعیین‌شده. توسط دستگاه عیب‌یاب می‌توان هشدار مربوط به سرعت را در خودرو فعال کرد
- روشن شدن خودکار فلاشر در زمان ترمز شدید در هنگام ترمزهای ناگهانی و شدید
- روشن شدن نور بالا و نور پایین به صورت هم‌زمان در هنگام استفاده از نور بالای دائم
- قفل شدن خودکار قفل درها با افزایش سرعت به بیش از ۱۰ کیلومتر در ساعت
- قفل شدن خودکار درها در صورتی که پس از بازکردن قفل مرکزی، به مدت ۳۰ ثانیه هیچ‌یک از درها باز نشود
- روشن ماندان چراغ‌های جلو به مدت ۳۰ ثانیه پس از خاموش کردن خودرو (چراغ همراهی)
- تهویه مطبوع خودکار (غیر از تیپ دو و تیپ‌های پایین ۲۰۶ اس‌دی)
- جلوگیری از آسیب به تیغه‌های برف‌پاک‌کن
- برف‌پاک کن هوشمند حساس به سرعت
- روشن شدن خودکار برف‌پاک‌کن عقب در زمان استفاده از دنده عقب
- استفاده از شیشه بالابرها و آیینه‌های برقی به مدت ۴۵ ثانیه و برف پاک کن‌ها تا ۶۰ ثانیه پس از خاموش کردن خودرو
- استفاده از سامانه صوتی تا ۳۰ دقیقه پس از خاموش شدن خودرو
- امکان انتخاب قطر چرخ
- یافتن خودرو در پارکینگ‌ها (با فشردن کلید قفل بر روی سوئیچ)
- ضد سرقت بودن رادیو پخش
- روشن ماندن چراغ سقف
- فعال شدن هشدار درها
- بی‌صدا کردن رادیو پخش که با نگه داشتن دکمه‌های بالا و پائین ضبط صورت می‌گیرد
- نصب چراغ داخل جعبه داشبورد و چراغ مطالعه روی سقف، تنها به تهیه و نصب کلید و چراغ بدون نیاز به معرفی، قابل راه اندازی است. سوکت‌های مربوط به این سامانه‌ها پشت کنسول وسط در مدل‌های با تهویه مطبوع اتوماتیک موجود است و پشت کنسول وسط زیر چراغ سقف جا سازی شده است.
- سخت‌افزارهای دیگر کامپیوتر سفر، ره‌یاب، حسگر نور و باران، شیشه‌شوی چراغ‌های جلو، کروز کنترل ساده و لیمیتر دار نیز بر روی خانواده پژو ۲۰۶ قابل نصب است.[۹۸]